# Enrico Barone

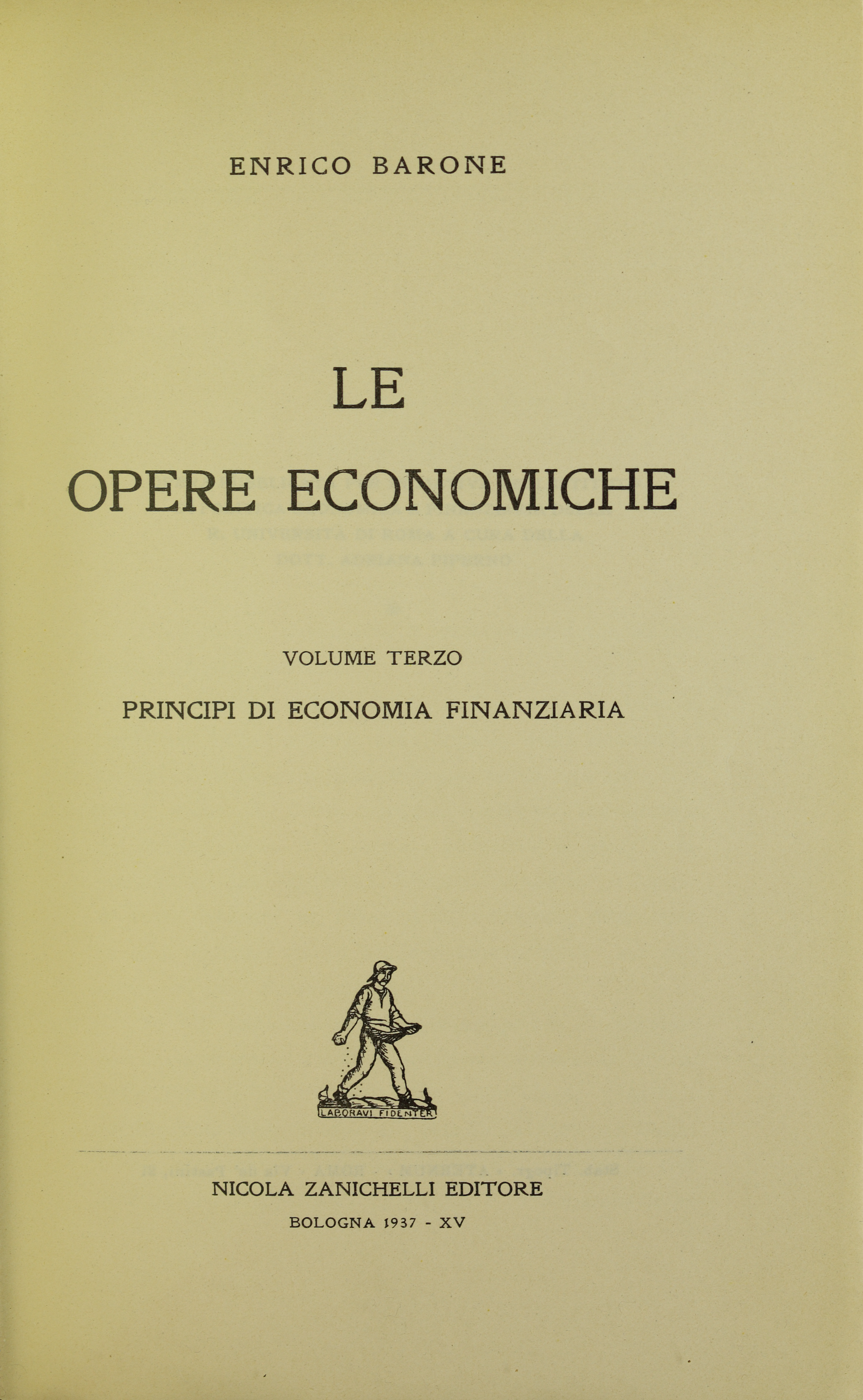
Principi di economia finanziaria, 1937.

Enrico Barone, född 22 december 1859 i Neapel, död 14 maj 1925, var en italiensk nationalekonom.
Barone var professor i nationalekonomi och föreståndare för Instituto superiore di economiche commerciale i Rom. Han till hörde de matematiskt skolade nationalekonomerna och var lärjunge till Vilfredo Pareto, och sysslade i sitt huvudarbete Principii di economia politica (1912) med prisbildningen och krisernas teori.